# Rüdiger Bubner
Rüdiger Bubner (né en 1941 et mort le 9 février 2007) est un philosophe allemand.
Il est l'un des élèves les plus prolifiques de Hans-Georg Gadamer. Bubner s'est illustré notamment dans les domaines de l'herméneutique, de la théorie de l'action, de l'argumentation et dans l'histoire de la philosophie.

## Biographie
À partir de la fin des années 1960, Bubner se fait connaître par de nombreux débats qu'il engage avec la philosophie analytique anglo-saxonne, la critique de l'idéologie (Ideologiekritik) et la sociologie (représentée en Allemagne, à l'époque, par Jürgen Habermas et Niklas Luhmann). Bubner est également connu pour être un critique infatigable de la Théorie critique (École de Francfort) à laquelle il oppose le programme de l'idéalisme allemand et la tradition de la phénoménologie et de l'herméneutique.
Prônant un retour à la philosophie aristotélicienne ainsi que la critique des philosophies de l'histoire, Bubner est proche des réflexions du philosophe Leo Strauss (notamment à propos du droit naturel), Bubner prône un retour à l'unité de la "polis" (cité) grecque. Hostile aux théories esthétiques critiques telles celle de Theodor W. Adorno, Bubner refuse de conférer à l'art la propriété de résoudre des problèmes philosophiques ou d'être le medium d'un idéal utopique.

## Œuvres
- Sprache und Analysis ("Langage et analyse") (1968)
- Édité avec G. Ryle: Phänomenologie und Sprachanalyse (Phénoménologie et analyse du langage) (1971)
- Theorie und Praxis. Eine nachhegelsche Abstraktion (Théorie et pratique. Une abstraction post-hégélienne) (1971)
- Édité avec K.-O. Apel: Dialog als Methode (Le dialogue comme méthode) (1972)
- Das älteste Systemprogramm (1973)
- Dialektik und Wissenschaft (Dialectique et science) (1974)
- Édité avec P.F. Strawson: Semantik und Ontologie (Sémantique et ontologie) (1975)
- Handlung, Sprache und Vernunft ("Action, langage et raison") (1976)
- Édité avec A. Danto: Handlungstheorie ("Théorie de l'action") (1976)
- Édité avec L. Coletti: Moderne Sophistik (La sophistique moderne) (1976)
- Hegel und Goethe (1978)
- Zur Sache der Dialektik (L'objet de la dialectique) (1980)
- Éditeur de : Teleologie (1981)
- Welche Rationalität bekommt der Gesellschaft. Vier Kapitel aus dem Naturrecht (1996)
- Drei Studien zur politischen Philosophie (1999)
- Polis und Staat. Grundlinien der politischen Philosophie (2002)
- Édité avec F.R. Pfetsch: Konflikt (2005)

## Distinctions
- 2006 : docteur honoris causa de l'université de Fribourg[1]